# Air de cour
A Air de Cour , em português, Ária da Corte, foi um tipo popular de música secular vocal na França, no final do período Renascentista e no início do Barroco, de aproximadamente 1570 até por volta de 1650. Entre 1610 e 1635, durante o reinado de Luís XIII, esta foi a forma predominante de composição vocal secular na França, especialmente na corte real. Apesar de terem feito enorme sucesso até a primeira metade do século XVII, é possível encontrar séries de publicações de airs de cours até meados do século XVIII.

## Origem
O primeiro uso do termo air de cour foi em "Airs de cour miz sur le luth" (Árias de corte ao alaúde) de Adrian Le Roy,  uma coleção de música publicada em 1571. Os primeiros exemplos desta forma são para voz solo acompanhada de alaúde. No final do século XVI, arranjos para quatro ou cinco vozes se tornaram comuns,podendo ou não serem acompanhados por instrumentos; uma vez que o acompanhamento instrumental se tornou opcional neste período. Já no início do século XVII, os airs de cour apareciam frequentemente ao lado dos ballets de cour, uma forma de balé que rapidamente se tornava popular na corte francesa.

## Estilo
Musicalmente, seguia a forma estrófica, ou seja, a mesma música para diferentes versos do texto.  A música mais antiga, escrita para diferentes vozes, tinha uma textura polifônica Depois de 1610, a textura homofônica passa a ser mais explorada; cantada silabicamente e sem métrica, com uma clara influência da musique mesurée que se desenvolveu em Paris por volta de 1570.
Existem coleções que se desviam consideravelmente dessas tendências. Várias gráficas especializadas em airs de cour polifônicos surgiram ao longo do início do século XVII, e há oito volumes publicados por Le Roy & Ballard que são monofônicos - para uma única voz sem acompanhamento. As publicações do início do século XVIII já reuniam "arias sérias" e "canções para beber" (chansons à boire) com acompanhamento.

## História
Os airs de cour guardam pouca semelhança com as tendências barrocas italianas iniciais da monodia e do madrigal, seja na sua forma polifônica ou em concertato. Durante o reinado de Luís XIV, houve um bloqueio intencional à influência da música italiana, em defesa da estética francesa. Mesmo assim, a opinião pública francesa começou a mudar em favor da música italiana no início do século XVIII, quando o estilo francês passou a ser percebido como "chato e sem graça".
A influência do air de cour  estendeu-se para além da França. As coleções foram publicadas na Alemanha e, mais importante, na Inglaterra, onde as traduções eram bastante populares, como atestam as várias publicações e cópias. O air de cour  teve uma influência considerável no desenvolvimento da ária inglesa.
Existem inúmeras publicações de airs de cours na França, entre os séculos XVII e XVIII. A longo do tempo, a instrumentação do acompanhamento destas árias foi mudando. Na época de Luís XIII (1601-1643), o alaúde era o instrumento mais popular da corte, posto que o próprio Luís XIII tocava alaúde. Portanto, não surpreende que a maioria das publicações de airs de cours deste período contivesse tablaturas para alaúde.
No entanto, as escolhas de acompanhamento começam a mudar por volta de 1650, já durante o reinado de Luís XIV. Cravos e teorbas passaram a ser os instrumentos mais comuns para acompanhamento, seguindo preceitos estéticos expostos em tratados e dicionários especializados da época, como o Harmonie Universelle (1636), de Marin Mersenne (1588-1648).   
Tal mudança também se reflete no conteúdo das publicações do gênero a partir de 1650, abandonando as tablaturas para alaúde por partes para baixo contínuo. A mudança na linguagem de acompanhamento também pode ter motivado o aumento do número de tratados e métodos ensinando baixo contínuo para cravo, teorba e alaúde.

## Compositores
Compositores de Airs de Cour incluídos:
- Adrian Le Roy (c.1520 – 1598)
- Nicolas de la Grotte (1530 – c.1600)
- Charles Tessier (ca.1550 - depois de 1604)
- Jacques Mauduit (1557 – 1627)
- Pierre Guédron (c.1570 – c.1620)
- François Richard (c.1585-1650)
- Antoine Boësset (1586 – 1643)
- Étienne Moulinié (c.1600 – c.1669)
- Jean de Cambefort (c.1605 – 1661)
- Jacques de Gouy (c.1610–depois de 1650)
- Bénigne de Bacilly (c.1625-1690)
- José Chabanceau de La Barre (1633-1678)
- Gabriel Bataille (c.1575 – 1630)
- Michel L'Affilard (c.1656-1708)
- Jean-Baptiste Drouard de Bousset (1662-1725)

## Discografia
- Etienne Moulinie: Air com alaúde tablatura Primeiro Livro (Musica Viva B000003XT6).
- Etienne Moulinié, Ares de Cour (L'empreinte bilderrahmen, ed 13010).
- Ares de Cour, La dispute des bergers/La pierre philosophale Les Arts Florissants/William Christie (Erato 3984-25485-2).
- Antoine Boesset: Arr Qui Produit Tant Des Choses: Boesset, por Monique Zanetti, Conjunto a Deux Violes Esgales.
- Amour Cruel: Airs por Michel Lambert et Sébastien Le Camus / Suzie LeBlanc, Stephen Stubbs, Les Voix Humaines (ATMA ACD2 2216).
- Airs de cour français de la fin du XVIe siècle, Vincent Dumestre, Le Poème Harmonique, (Alpha 213).